# Agapetus pontona
Agapetus pontona är en nattsländeart som först beskrevs av Mosely in Mosely och Douglas E. Kimmins 1953.  Agapetus pontona ingår i släktet Agapetus och familjen stenhusnattsländor. Inga underarter finns listade i Catalogue of Life.